# Z
Z یا z  بیست‌وششمین و آخرین حرف از حروف الفبای لاتین است. از این حرف در الفبای انگلیسی مدرن، الفبای زبان‌های اروپای غربی و سایر نقاط جهان استفاده می‌شود. نام مرسوم این حرف در انگلیسی زِد (‎/ˈzɛd/‎) می‌باشد که با این تلفظ بیشتر در زبان انگلیسی بریتانیایی رایج است و در انگلیسی آمریکا شمالی بیشتر بصورت زی (‎i‎/ˈziː/‎) تلفظ میگردد.                    

## در نگارش لاتین
در خط لاتین حرف Z مانند حروف H، O، S، X متقارن‌نما کامل است که با چرخش آن دوباره شکل همان حرف پدیدار می‌شود.

## در نگارش فارسی
این حرف معادل حروف ز، ذ، ض و ظ در الفبای فارسی است.

## تلفظ
Z در گویش انگلیسی بریتانیایی، کانادایی، استرالیایی، نیوزیلندی و هندی «زِد» /zed/ تلفظ می‌شود‌‌ و در انگلیسی آمریکایی و انگلیسی فیلیپینی «زی» /ziː/ و در انگلیسی جامائیکایی «زِی» /zeɪ/ تلفظ می‎‌شود. در زبان فارسی این حرف با تلفظ بریتانیایی «زد» تلفظ می‌شود. یکی از علت‌های تلفظ «زی» در انگلیسی آمریکایی گرایش‌های ضداستعماری آمریکایی‌ها بود که ترجیح دادند حرف z را با گویش فرانسوی «زی» تلفظ کنند. این امر به دلیل رقابت‌های امپراتوری‌های بریتانیا و فرانسه قبل از توافق قلبی در آمریکای شمالی و نزدیکی دیپلماتیک ایالات‌متحده با فرانسه در مسائلی مانند خرید لوئیزیانا و دریافت تندیس آزادی در ابتدای استقلال آمریکا بود.

## کاربردها

### ریاضی
در ریاضی نماد عدد صحیح (زاهلِن) حرف {\displaystyle \mathbb {Z} } است. همچنین در دستگاه مختصات دکارتی حرف z برای نشانگر محور عمود است.

### شیمی
در شیمی نماد عدد اتمی حرف z است.

### زبان انگلیسی
در زبان انگلیسی حرف z در مفهوم پایان یا انتهای یک چیز شمرده می‌شود. مانند عبارت "A to Z" به معنای الف تا ی، اول تا آخر، صفر تا صد یا سیر تا پیاز در زبان فارسی است. در نشان‌واره شرکت آمازون یک فلِش از حرف A تا Z کشیده شده که به معنای گستردگی محصولات و گستردگی فروش است.

### پویانمایی
در برخی از پویانمایی‌ها و حتی محصولات فروشگاه‌های کالای خواب ممکن است عبارت زی‌زی‌زی zzz درج شده باشد که به معنای خرناس کشیدن یا خوابیدن قلمداد می‌شود.

## نگارخانه

نشان‌واره زاگاتو
نشان‌واره زبرویوفکا